# 晃火帖木儿
晃火帖木儿（?—1335年），元朝蒙古宗王。孛儿只斤氏。成吉思汗的玄孙，拖雷的曾孙，蒙哥之孙，昔里吉之子。一些学者认为他是昔里吉之孙，兀鲁思不花的儿子。
晃火帖木儿在元仁宗延祐五年（1318年），封嘉王，赐兽纽金印。泰定二年（1325年），改封并王，仍赐兽纽金印，泰定帝以嘉王之印赐给他弟弟火儿忽。至顺三年（1332年），元文宗以安陆府为并王食邑。至元元年（1335年），燕帖木儿的儿子唐其势阴谋废元顺帝而立晃火帖木儿。事发，唐其势伏诛，晃火帖木儿自杀，朝廷贬晃火帖木儿的子孙戍边。第二年，元惠宗赐其母答里钞千锭。至正二年（1342年），他的儿子彻里帖木儿被赦免，封为抚宁王。

## 子女
- 彻里帖木儿，抚宁王
- 速哥八剌公主、□难公主嫁汪古部首领马札罕

## 延伸阅读
[在维基数据编辑]
 《新元史/卷112》，出自柯劭忞《新元史》